# Eliza Carthy
Eliza Carthy (* 23. August 1975 in Scarborough, North Yorkshire, England) ist eine britische Folkmusikerin (Gesang, Fiddle, auch Akkordeon, Gitarre, Piano). 

## Leben
Eliza Carthy ist die Tochter von Martin Carthy und Norma Waterson, die zu den Größen des englischen Folk gehören. Mit 13 Jahren stand Eliza Carthy zum ersten Mal auf der Bühne. Zu ihrem Repertoire gehören sowohl englische Folksongs als auch selbst geschriebene Lieder. Sie singt und begleitet sich selbst. Ihre Themen sind auch solche der aktuellen Politik wie die Flüchtlingskrise oder häusliche Gewalt.
Eliza Carthy veröffentlicht seit 1993 sowohl Soloalben als auch solche in Zusammenarbeit mit anderen Künstlern wie den Watersons oder tritt zusammen mit ihrem Vater auf englischen Folkfestivals auf, tourt aber auch international. Als Eliza Carthy & the Wayward Band veröffentlichte sie im März 2017 ein Musikvideo, in dem auch Teddy Thompson, Sohn der Folkmusiker Richard und Linda Thompson, auftritt.
2014 wurde sie zum Mitglied des Most Excellent Order of the British Empire für ihre Verdienste um die Folkmusik ernannt. 

## Diskografie
Alben
- Heat, Light & Sound (1996)
- Red Rice (1998)[3]
- Angels & Cigarettes (2000)
- Anglicana (2002)
- Rough Music (2004)
- Dreams of Breathing Underwater (2008)
- Neptune (2011)
- Wayward Daughter (2013)
- Martin* & Eliza Carthy: The Moral of the Elephant (2014)
- Big Machine (mit der Wayward Band, 2017)[4]
- Norma Waterson & Eliza Carthy with the Gift Band: Anchor (2018)[5]
- Martin & Eliza Carthy: Live at the Pavilion (2018)
- Restitute (2019)